# 팔라완연필꼬리나무쥐
팔라완연필꼬리나무쥐(Chiropodomys calamianensis)는 쥐과에 속하는 설치류의 일종이다. 필리핀 팔라완 지역의 토착종이다. 발라박, 부수앙가, 팔라완, 두마란, 칼라우잇 섬에서 발견된다.